# Campagne-lès-Boulonnais
Campagne-lès-Boulonnais és un municipi francès situat al departament del Pas de Calais i a la regió dels Alts de França. L'any 2007 tenia 566 habitants.

## Demografia

### Població
El 2007 la població de fet de Campagne-lès-Boulonnais era de 566 persones. Hi havia 196 famílies de les quals 43 eren unipersonals (12 homes vivint sols i 31 dones vivint soles), 63 parelles sense fills, 78 parelles amb fills i 12 famílies monoparentals amb fills.
La població ha evolucionat segons el següent gràfic:
Habitants censats

### Habitatges
El 2007 hi havia 227 habitatges, 194 eren l'habitatge principal de la família, 22 eren segones residències i 11 estaven desocupats. Tots els 227 habitatges eren cases. Dels 194 habitatges principals, 153 estaven ocupats pels seus propietaris, 38 estaven llogats i ocupats pels llogaters i 3 estaven cedits a títol gratuït; 2 tenien dues cambres, 14 en tenien tres, 41 en tenien quatre i 137 en tenien cinc o més. 174 habitatges disposaven pel capbaix d'una plaça de pàrquing. A 81 habitatges hi havia un automòbil i a 84 n'hi havia dos o més.

### Piràmide de població
La piràmide de població per edats i sexe el 2009 era:
| Homes | Edats   | Dones |
| ----- | ------- | ----- |
| 0     | 95 o +  | 0     |
| 4     | 90 a 94 | 0     |
| 4     | 85 a 89 | 0     |
| 4     | 80 a 84 | 12    |
| 16    | 75 a 79 | 12    |
| 12    | 70 a 74 | 12    |
| 12    | 65 a 69 | 16    |
| 8     | 60 a 64 | 8     |
| 24    | 55 a 59 | 8     |
| 12    | 50 a 54 | 20    |
| 12    | 45 a 49 | 12    |
| 16    | 40 a 44 | 0     |
| 12    | 35 a 39 | 16    |
| 20    | 30 a 34 | 4     |
| 24    | 25 a 29 | 12    |
| 16    | 20 a 24 | 8     |
| 24    | 15 a 19 | 16    |
| 16    | 10 a 14 | 8     |
| 16    | 5 a 9   | 8     |
| 8     | 0 a 4   | 4     |

## Economia
El 2007 la població en edat de treballar era de 350 persones, 219 eren actives i 131 eren inactives. De les 219 persones actives 194 estaven ocupades (114 homes i 80 dones) i 26 estaven aturades (9 homes i 17 dones). De les 131 persones inactives 35 estaven jubilades, 44 estaven estudiant i 52 estaven classificades com a «altres inactius».

### Ingressos
El 2009 a Campagne-lès-Boulonnais hi havia 201 unitats fiscals que integraven 559 persones, la mediana anual d'ingressos fiscals per persona era de 13.035 €.

### Activitats econòmiques
Dels 13 establiments que hi havia el 2007, 1 era d'una empresa extractiva, 1 d'una empresa alimentària, 3 d'empreses de fabricació d'altres productes industrials, 4 d'empreses de construcció, 1 d'una empresa de comerç i reparació d'automòbils, 2 d'empreses d'hostatgeria i restauració i 1 d'una empresa classificada com a «altres activitats de serveis».
Dels 6 establiments de servei als particulars que hi havia el 2009, 1 era una funerària, 1 taller de reparació d'automòbils i de material agrícola, 2 fusteries, 1 lampisteria i 1 electricista.
L'únic establiment comercial que hi havia el 2009 era una fleca.
L'any 2000 a Campagne-lès-Boulonnais hi havia 23 explotacions agrícoles que ocupaven un total de 992 hectàrees.

## Equipaments sanitaris i escolars
El 2009 hi havia una escola elemental.

## Poblacions més properes
El següent diagrama mostra les poblacions més properes.